# مطور برمجيات
في علم الحاسوب، المطور أو محسن البرمجيات هو مبرمج يطور البرامج عن طريق لغات البرمجة.

## طريقة العمل
ليستجيب لحاجات الزبون، ينشئ المطور كراس الشروط الوظيفي الذي يعمر بحاجات الزبون و بعض خصائص البرمجة و التحكم لأنه لا يحتاج فقط إلى تحقيق رغبات الزبون بل أكثر فهو يحتاج إلى خلق أشياء متنوعة تفوق توقعات الزبائن و ذلك لضمان نجاح التطوير.
في بعض الحالات يطور حلاً تقنياً كتعديل القرص الصلب و نموذجا مستقبليا للنظام أو يطور البرمجية في حد ذاتها فيجمع المعلومات ثم يكتب بعدها أسطر الأكواد اللازمة للوظائف الصحيحة لالبرمجة كما يشارك في التجارب الأولية ويوثقها في وثائق تستعمل في تصحيح الأخطاء و تتبع المنتج (البرمجة).
تتمثل مسؤولياته الأساسية في:
- العمل الفريق على تطوير البرنامج مع الأخذ في عين الأعتبار رغبات الزبون المدونة في كراس الشروط الوظيفي.
- تطبيق التصميم: انطلاقاً من كراس الشروط و على المطور أن يكون دقيقا في الخصائص التقنية للنظام (البرمجية) مثل: بنية البيانات و التواصل بين الأقسام...
- الاختبارات: و هي تهدف إلى رصد الأخطاء
- الصيانة: في كثير من المواقف الصيانة تكون مرتبطة بالبيئة الأصلية للتطوير

يوجد الكثير من طرق التطوير اليوم لكن أقدمها هو بالتأكيد هو ما يدعى بمصطلح الترجمة التطوير في إطار V 
في أيامنا الحاضرة تزداد الشركات التي تتبنى نموذجا من التطوير و أغلب هذه النماذج هو تطوير المعالج ليتلاءم مع برمجيات مستقبلية تكون مصنعة من نفس الشركة أو يقع بيع حقوق التعديل في البرمجية و المعالج.